# بیچهفن
بیچهفن (به فرانسوی: Bitschhoffen) یک کمون در فرانسه با جمعیت ۴۷۷ نفر است که در Canton of Niederbronn-les-Bains واقع شده‌است.